# Rdza fasoli

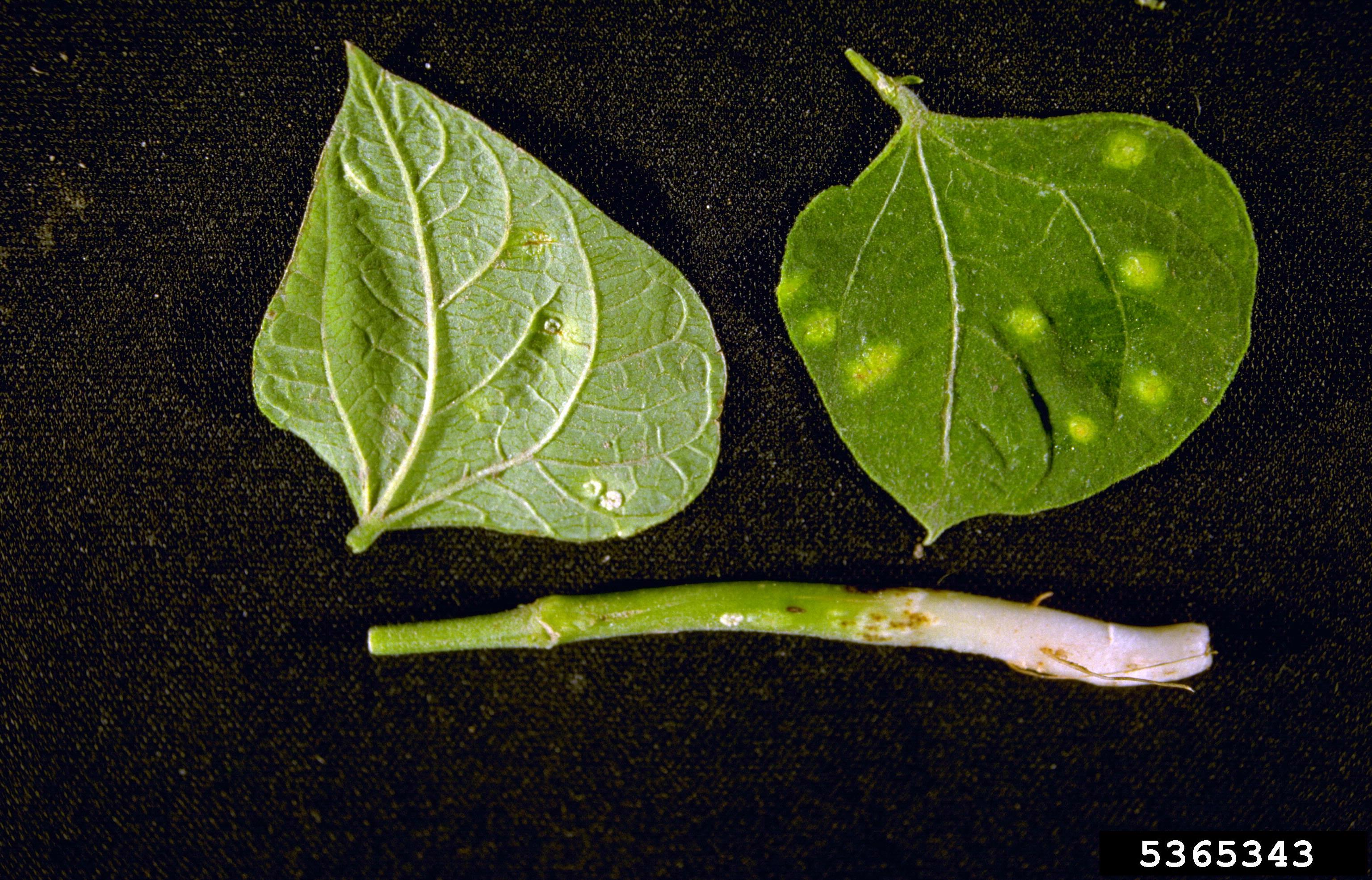
Wczesne objawy

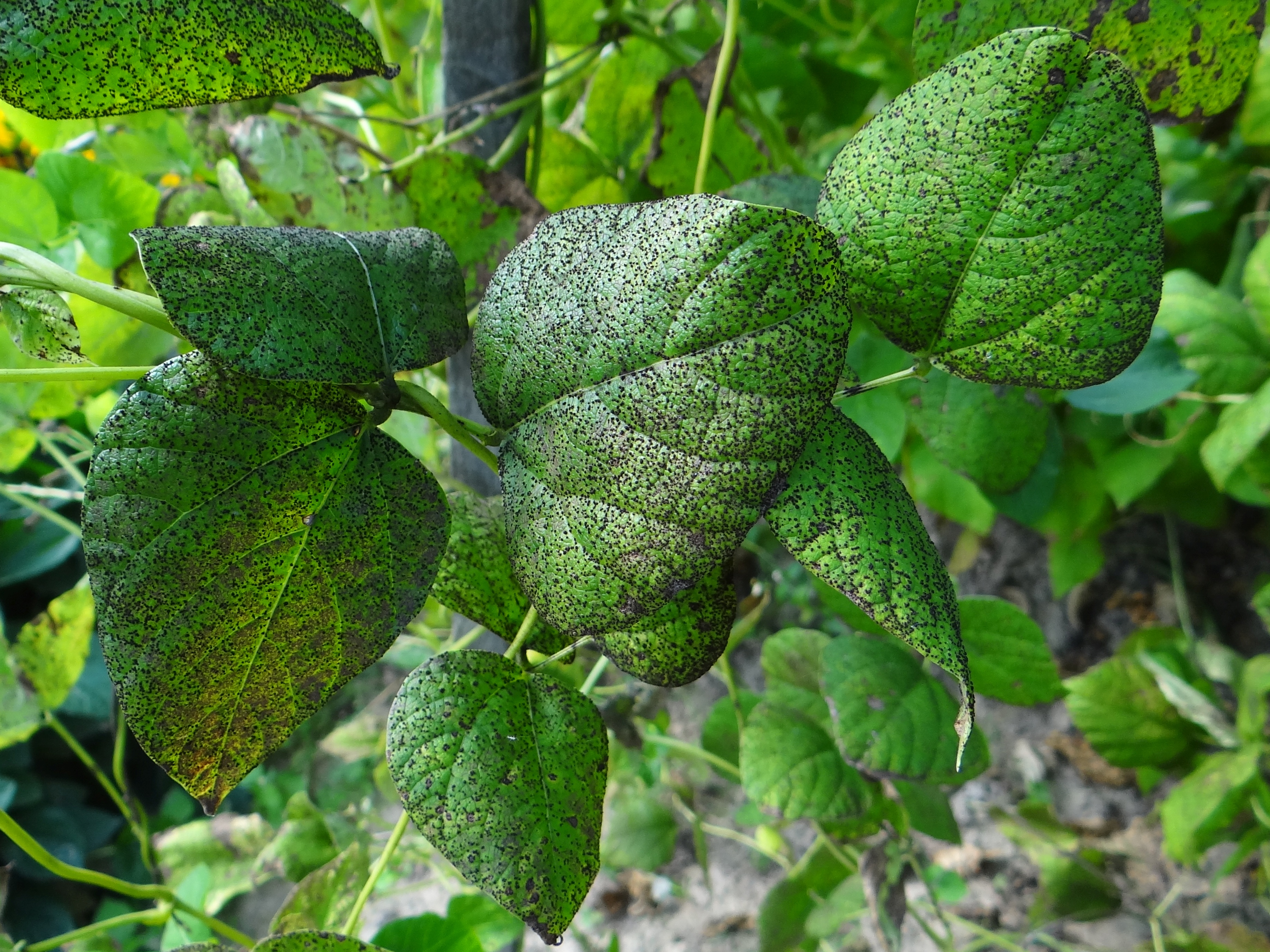
Objawy na liściach fasoli we wrześniu

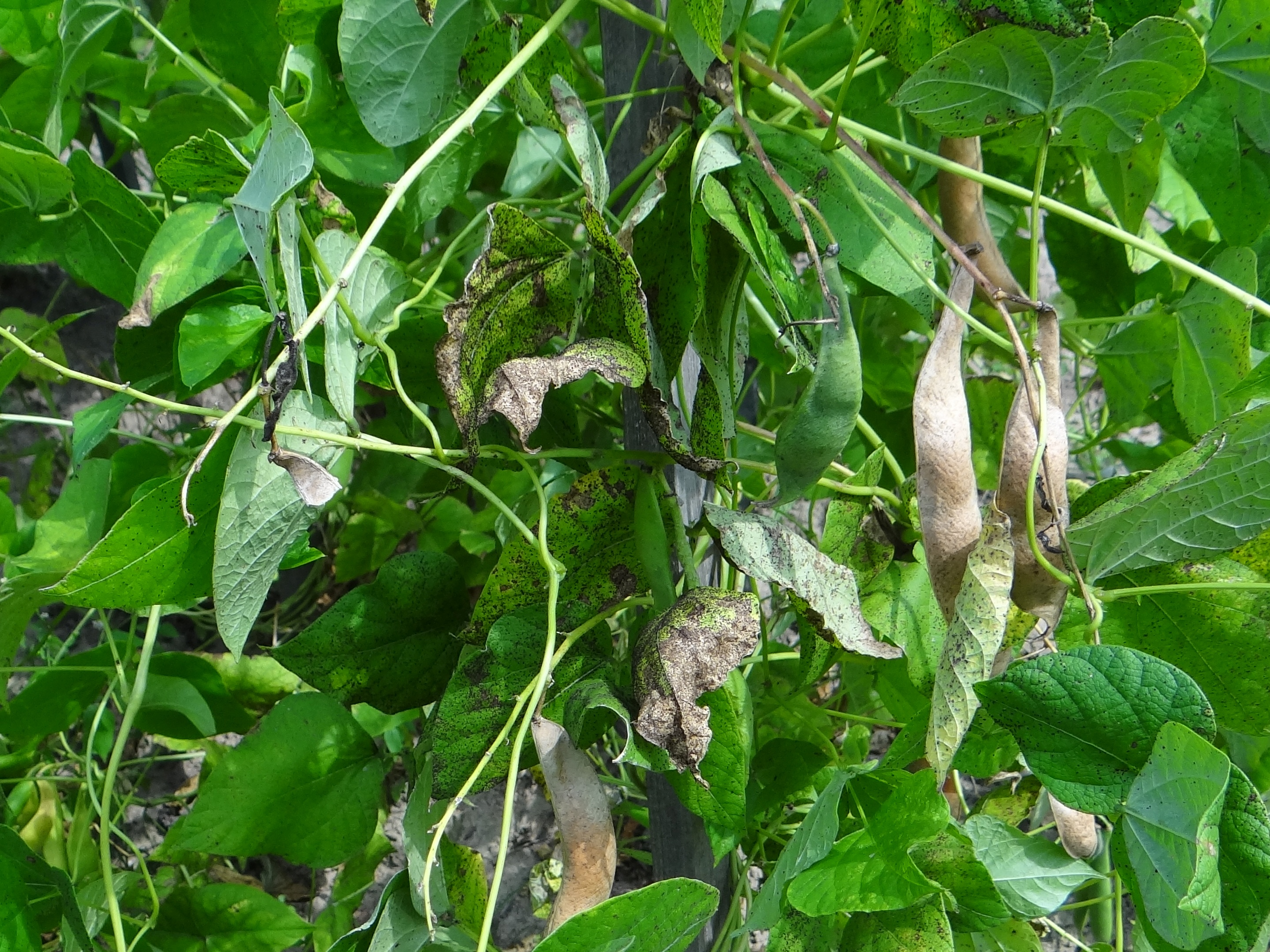
Silnie zaatakowane liście usychają

Rdza fasoli – grzybowa choroba fasoli. Należy do grupy chorób zwanych rdzami. Wywołuje ją Uromyces appendiculatus (synonim: Uromyces phaseoli). 

## Objawy i szkodliwość
Pierwsze objawy pojawiają się wiosną na górnej stronie liści. Są to żółte plamy z miniaturowymi pyknidiami. Następnie pod tymi plamami na dolnej stronie liści powstają liczne, rdzawe skupiska owocników. Powstają w nich zarodniki letnie: ecjospory i urediniospory, które roznoszone przez wiatr dokonują infekcji wtórnej rozprzestrzeniając chorobę. Jesienią na liściach pojawiają się ciemnobrunatne lub czarne grudki owocników wytwarzających zarodniki zimowe – teliospory. Zimują one na pozostawionych na polu resztkach fasoli. Wiosną po wykiełkowaniu tworzą grzybnię wytwarzającą zarodniki zwane bazydiosporami, które dokonują infekcji pierwotnej na młodych liściach fasoli.
Silnie zaatakowane liście zwijają się do góry i usychają. Skutkuje to zmniejszeniem plonu, w skrajnych przypadkach nawet całkowitym brakiem plonu. Nasiona z porażonych przez chorobę strąków nie nadają się do użytku.
W Polsce rdza fasoli rzadko osiąga dużą szkodliwość. Największe szkody wyrządza w uprawie fasoli tycznej, szczególnie w rejonach o dużej ilości opadów. W Anglii jednak w 1998 tylko na nielicznych plantacjach nie zanotowano tej choroby, na większości plantacji spowodowała ona duże straty, a na niektórych w ogóle nie zebrano plonu. W USA w ciągu ostatnich 50 lat odnotowano liczne epidemie choroby, a w niektórych regionach spowodowała ona spadek plonów o ponad 50%.

## Zwalczanie
Zapobiega się chorobie przez eliminowanie źródeł infekcji. W tym celu należy po zbiorze fasoli usuwać z pola resztki roślin i wykonać głęboką orkę jesienną. Przykrycie grubą warstwą ziemi niezebranych resztek utrudnia wydostawanie się spod ziemi zarodników. Wiosną po zauważeniu pierwszych objawów choroby należy opryskać plantację odpowiednimi fungicydami, a po 10–14 dniach zabieg powtórzyć.
Żaden pojedynczy środek ochrony nie zapobiegnie całkowicie rdzy fasoli. W USA zaleca się zintegrowany system ochrony przed chorobą. Obejmuje on następujące działania:
- stosowanie płodozmianu (co 2–3 lata)
- usuwanie resztek fasoli z pól i niszczenie ich
- deszczowanie powinno być tak zaplanowane, by liście zdążyły obeschnąć przed nocą
- uprawianie odmian wykazujących większą odporność na tę chorobę, np. 'Pinto', 'Great Northern'
- stosowanie fungicydów zaraz po zauważeniu pierwszych objawów choroby, nim przybierze ona ciężką postać. W tym celu należy często monitorować plantację w pierwszych fazach rozwoju roślin.